# Leudelange
Leudelange (luxemburguès Leideleng, alemany Leudelingen) és una comuna i vila al sud de Luxemburg, que forma part del cantó d'Esch-sur-Alzette. Comprèn les viles de Leudelange, Leudelange-Gare, Leudelange-Barrière-Märel i Schléiwenhaff. Limita amb les comunes de Bertrange, Bettembourg, Ciutat de Luxemburg, Mondercange, Reckange-sur-Mess (de la que se'n va escindir el 1856) i Roeser.

## Població
| Nacionalitat   | Població | %      |
| -------------- | -------- | ------ |
| Luxemburguesos | 1.317    | 71,15% |
| Forasters      | 534      | 28,85% |
| - Portuguesos  | 121      | 6,54%  |
| - Francesos    | 98       | 5,29%  |
| - Italians     | 47       | 2,54%  |
| - Belgues      | 92       | 4,97%  |
| - Alemanys     | 47       | 2,54%  |
| - Iugoslaus    | 6        | 0,32%  |
| - Altres       | 123      | 6,65%  |

## Evolució demogràfica
| Any        | Població |
| ---------- | -------- |
| 15/02/2001 | 1.851    |
| 01/01/2002 | 1.914    |
| 01/01/2003 | 1.918    |
| 01/01/2004 | 1.891    |
| 01/01/2005 | 1.903    |